# Robinson Kruse (film)
Robinson Kruse (engelska: Crusoe) är en brittisk dramafilm från 1988 i regi av Caleb Deschanel. Filmen är baserad på Daniel Defoes roman med samma namn från 1719. I titelrollen ses Aidan Quinn.

## Handling
Robinson Crusoe förliser och hamnar ensam på en tropisk ö. Med hjälp av de få verktyg han lyckades rädda med sig från vraket måste han nu lära sig att överleva, fram till att hjälp kommer.

## Rollista
- Aidan Quinn – Crusoe
- Hepburn Graham – Lucky
- Ade Sapara – stammedlem
- Michael Higgins – doktor Martin
- Ricco Ross – andra offret